# Верхнемалье
Верхнемалье — посёлок в Подосиновском районе Кировской области России. Входит в состав Демьяновского городского поселения.

## География
Посёлок находится в северо-западной части Кировской области, в пределах возвышенности Северные Увалы, в подзоне средней тайги, вблизи истока реки Лунданки, при железнодорожной линии Киров — Котлас, на расстоянии приблизительно 28 километров (по прямой) к северо-востоку от посёлка городского типа Подосиновец, административного центра района. Абсолютная высота — 194 метра над уровнем моря.
Климат
Климат характеризуется как умеренно континентальный, с продолжительной холодной многоснежной зимой и умеренно тёплым коротким летом. Средняя температура воздуха самого холодного месяца (января) составляет −13,6 °C; самого тёплого месяца (июля) — 17,2 °C . Годовое количество атмосферных осадков — 734 мм, из которых 365 мм выпадает в период мая по сентябрь. Снежный покров держится в течение 172 дней.

## Население 32 человека на 08.2023 года
| 2010 |
| ---- |
| 132  |

Половой состав
По данным Всероссийской переписи населения 2010 года в гендерной структуре населения мужчины составляли 50,8 %, женщины — соответственно 49,2 %.
Национальный состав
Согласно результатам переписи 2002 года, в национальной структуре населения русские составляли 95 % из 348 чел.